# Aïn Zitoun
Aïn Zitoun (em árabe: عين الزيتون) é uma comuna localizada na província de Oum El Bouaghi, Argélia. Segundo o censo de 2008, a população total da cidade era de 5 948 habitantes.